# فرمول گل
الگو:Infoboxک.

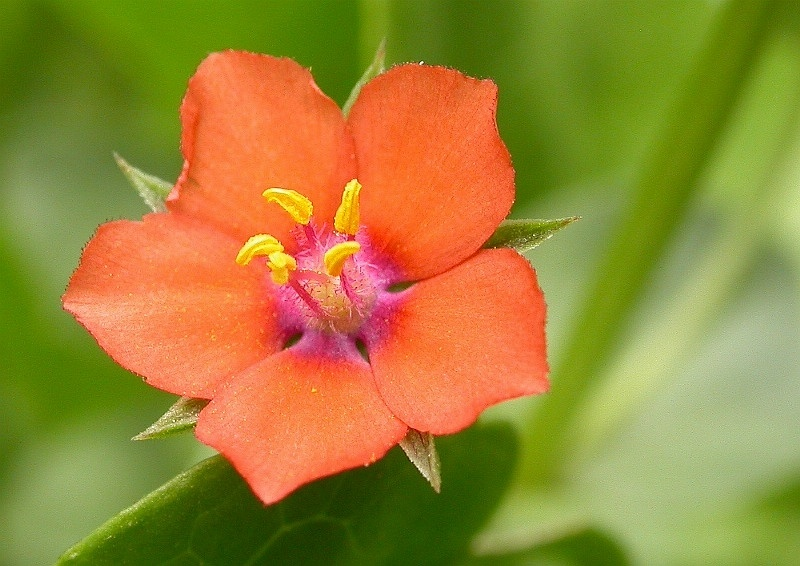
Anagallis arvensis

فرمول گل (انگلیسی: Floral formula) نمایش نمادی ریخت‌شناسی گل، شامل تعداد چرخه‌ها یا ردیف‌ها و تعداد قطعات در هر چرخه و اتصال قطعات و موقعیت تخمدان است.